# Jean Ernoul

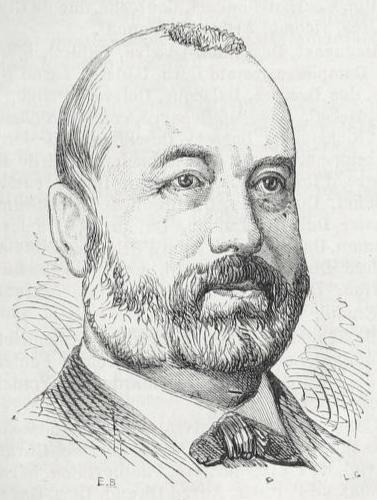
Jean Ernoul.

Jean Edmond Ernoul,  född den 5 augusti 1829 i Loudun, departementet Vienne, död den 4 september 1899 i Lussac-les-Églises, Haute-Vienne, var en fransk politiker. 
Ernoul var advokat i Poitiers och invaldes som monarkist 1871 i nationalförsamlingen. Där var han en av högerns mest lysande talare, utmärkte sig i kampen mot Thiers och avfattade den dagordning, vars antagande medförde dennes fall (24 maj 1873). I Broglies kabinett var han därefter justitieminister 25 maj-26 november 1873 och en av "stridspolitikens" mest deciderade anhängare. Sedermera blev dock hans politiska inflytande allt mindre, och såväl 1876 som 1877 föll han igenom vid valen till deputeradekammaren.